# تپه خان
تپه خان مربوط به هزاره اول قبل از میلاد است و در شهرستان مانه و سملقان، غرب آش خانه روستای قلعه خان واقع شده و این اثر در تاریخ ۱۶ خرداد ۱۳۵۶ با شمارهٔ ثبت ۱۴۲۱ به‌عنوان یکی از آثار ملی ایران به ثبت رسیده است.